# Championnat de Bulgarie de football 1958
Navigation
Saison précédente Saison suivante
La saison 1958 du Championnat de Bulgarie de football était la 34e édition du championnat de première division en Bulgarie. Les 12 meilleurs clubs du pays se retrouvent au sein d'une poule unique, la Vissha Professionnal Football League, où ils s'affrontent une seule fois. La compétition sert en fait de transition entre un championnat suivant le calendrier "nordique" (du printemps à l'automne) et un championnat suivant le calendrier utilisé en Europe de l'Ouest et du Sud (de l'automne au printemps). Le seul enjeu est le titre de champion puisque le classement final ne délivre pas de place en Coupe d'Europe ni de relégation en B PFG.
C'est le CDNA Sofia, tenant du titre depuis 1954, qui remporte une nouvelle fois la compétition en terminant en tête du championnat, avec 4 points d'avance sur un duo composé du PFK Levski Sofia et du PFK Spartak Pleven. Il s'agit du 9e titre de champion de Bulgarie de l'histoire du club.

## Les 12 clubs participants
| - PFK Levski Sofia - CDNA Sofia - Botev Stara Zagora - Promu de B PFG - Cherno More Varna - PFC Slavia Sofia - FK Spartak Varna | - Lokomotiv Sofia - Dunav Ruse - Promu de B PFG - Spartak Plovdiv - PFK Spartak Pleven - Botev Plovdiv - PFC Minyor Dimitrovo |

## Compétition

### Classement
Le barème utilisé pour établir le classement est le suivant :
- Victoire : 2 points
- Match nul : 1 point
- Défaite : 0 point

| Rang | Équipe               | Pts | J  | G | N | P | Bp | Bc | Diff |
| ---- | -------------------- | --- | -- | - | - | - | -- | -- | ---- |
| 1    | CDNA Sofia T         | 18  | 11 | 7 | 4 | 0 | 19 | 9  | +10  |
| 2    | PFK Levski Sofia     | 14  | 11 | 6 | 2 | 3 | 18 | 9  | +9   |
| 3    | PFK Spartak Pleven   | 14  | 11 | 5 | 4 | 2 | 12 | 9  | +3   |
| 4    | Lokomotiv Sofia      | 12  | 11 | 4 | 4 | 3 | 17 | 17 | 0    |
| 5    | PFC Slavia Sofia     | 11  | 11 | 5 | 1 | 5 | 23 | 17 | +6   |
| 6    | Spartak Plovdiv      | 11  | 11 | 3 | 5 | 3 | 18 | 16 | +2   |
| 7    | PFC Minyor Dimitrovo | 11  | 11 | 5 | 1 | 5 | 20 | 19 | +1   |
| 8    | FK Spartak Varna     | 10  | 11 | 4 | 2 | 5 | 19 | 18 | +1   |
| 9    | Botev Plovdiv        | 9   | 11 | 3 | 3 | 5 | 14 | 18 | -4   |
| 10   | Botev Stara Zagora P | 8   | 11 | 3 | 2 | 6 | 13 | 19 | -6   |
| 11   | Dunav Ruse P         | 8   | 11 | 2 | 4 | 5 | 11 | 19 | -8   |
| 12   | Botev Varna          | 6   | 11 | 3 | 0 | 8 | 8  | 22 | -14  |

|  | Champion de Bulgarie 1958                                                                |
|  | T : Tenant du titre C : Vainqueur de la Coupe de Bulgarie P : Promu de deuxième division |

## Bilan de la saison
| Championnat de Bulgarie de football 1958 |                                     |
| Champion                                 | CDNA Sofia (9e titre)               |
| Coupes et trophées                       |                                     |
| Vainqueur de la Coupe de Bulgarie 1958   | Disputée durant la saison 1958-1959 |
| Promotions et relégations                |                                     |
| Promus en Vissha PFL                     | Aucun                               |
| Relégués en B PFL                        | Aucun                               |